# 憲法修正

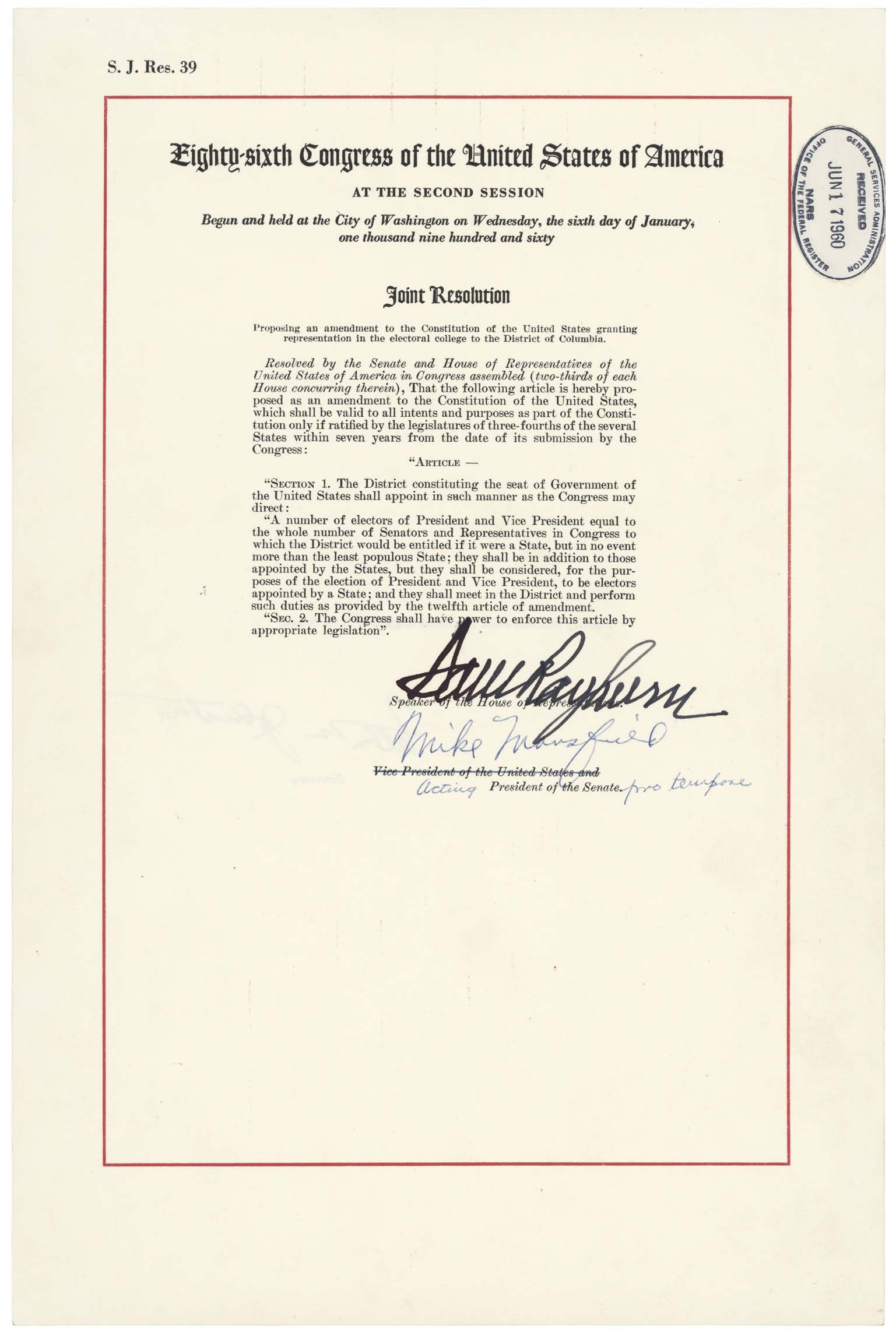
美國憲法第二十三修正案

憲法修正（英語：Constitutional amendment）簡稱修憲，指修改國家的憲法，部分國家採取直接修改憲法本文的形式，另外也有以「憲法修正案」（如美国）或「增修條文」（如中華民國）的形式加以補充更正者。在程序上，由於憲法是國家的根本大法，基於法律安定性的考量通常比普通立法程序來得嚴苛，例如提高出席率要求或高門檻的多數決限制，以及像是公民投票的最終確認程序，以此確立憲法修正的正當性基礎。
以日本、大韩民国、中華民國、意大利、爱尔兰、澳大利亚和新西兰為例，憲法修正案需先經過议会表決通過，再交由公民複決。至於其他尤其像是中华人民共和国这样实行一党执政的社会主义国家，則通常無公民複決的程序，僅由立法机关通過即發生法律上的效力，但同样由共产党领导的古巴，修宪程序则需要全民公投。

## 各國情形

### 中華民國（臺灣）
《中華民國憲法》自1991年首次進行修正，目前共經歷過7次增修，採取的是「增修條文」的形式，在不影響憲法本文的前提下增訂《中華民國憲法增修條文》，於國家統一前暫以解除條件的方式凍結憲法部分條文。
2005年以前，修憲程序需經立法院提議通過，再由國民大會複決；第七次修憲廢除國民大會的設置後，複決權回歸公民，現今修憲案經國會（即立法院）通過後，需公告至少半年時間，再交由全體自由地區公民投票，倘同意票超過選舉人總數之半數、且多於不同意票，修憲案始告生效。由於截至目前歷屆總統選舉中從未有候選人獲得過半數選舉人得票，因此被視為極難達成的高門檻設計。
最近一次的憲法修正案是2020年由蔡英文政府提出，將選舉年齡由20歲降低至18歲的“憲法增修條文第一條之一”，於2022年3月經立法院修憲委員會與院會表決通過，惟年底的複決公投雖同意票略多於不同意票，但仍然未達近960萬票的極高門檻，而宣告失敗。

### 美国
美国的憲法修改程序是世界上最複雜者之一，其所採取的是「憲法修正案」的形式取代《聯邦憲法》本文，自1788年立憲以來共歷經27次憲法修正，最近一次修正是1992年生效的《憲法第二十七號修正案》。
由於美國是聯邦制國家，為了充分尊重各個州的主權，憲法的修正必须獲得國會參眾二院2/3以上議員同意後，經超過3/4的州議會（目前為38州）批准，憲法修正案才正式在全國生效。

### 中华人民共和国（中国大陆）
中华人民共和国宪法修正案仅需要全国人民代表大会全体会议通过即可。《八二宪法》第六十四条规定：“宪法的修改，由全国人民代表大会常务委员会或者五分之一以上的全国人民代表大会代表提议，并由全国人民代表大会以全体代表的三分之二以上的多数通过”。
《中华人民共和国宪法修正案》是现行《中华人民共和国宪法》（八二宪法）的第五个修正案，由中国共产党第十九届中央委员会提出，并在吸收第十三届全国人大代表补充提案下，于2018年3月11日经第十三届全国人大第一次会议表决通过，同日公布施行。